# Lesley Manville
Lesley Ann Manville (Brighton, 12 maart 1956) is een Britse actrice.

## Biografie
Manville werd geboren in Brighton in een gezin met drie kinderen, en groeide op in Hove. Vanaf haar achtjarige leeftijd leerde zij het sopraanzingen, en werd zij hiermee tweemaal kampioen van Sussex. In haar tienerjaren begon zij met het acteren, en op haar vijftienjarige leeftijd begon zij met haar studie in theaterwetenschap aan het Italia Conti Academy of Theatre Arts in Londen.
Manville begon in 1974 met acteren in de televisieserie Village Hall, waarna zij nog meerdere rollen speelde in televisieseries en films. In 2010 speelde zij een rol in de Britse film Another Year, hiervoor werd zij genomineerd voor een BAFTA Award, een British Independent Film Award, een European Film Award en een The Village Voice Award, en won zij een NBR Award.
Manville is naast het acteren voor televisie ook actief als actrice in lokale theaters. Zo heeft zij gespeeld in onder andere Rita, Sue and Bob Too!, As You Like It, The Cherry Orchard en His Dark Materials.
Manville was van 1987 tot en met 1990 getrouwd met acteur Gary Oldman met wie zij een zoon heeft, van 2000 tot en met 2004 was zij getrouwd met acteur Joe Dixon.

## Filmografie

### Films
Uitgezonderd korte films.
- 2024: Queer - als Dr. Cotter
- 2024: Back to Black - als Cynthia Winehouse
- 2022: Mrs. Harris Goes to Paris - als Ada Harris
- 2021: Everything I Ever Wanted to Tell My Daughter About Men - als de moeder
- 2020: Let Him Go - als Blanche Weboy
- 2020: Misbehaviour - als Dolores Hope
- 2019: Maleficent: Mistress of Evil - als Flittle
- 2019: Ordinary Love - als Joan
- 2018: To Provide All People - als consulterende psychiater
- 2017: Phantom Thread - als Cyril Woodcock
- 2017: Hampstead - als Fiona
- 2016: Rupture - als dr. Nyman
- 2015: The Go-Between - als mrs. Maudsley
- 2015: Molly Moon and the Incredible Book of Hypnotism - als miss Adderstone
- 2014: Ghosts - als Helene Alving
- 2014: Maleficent - als Flittle
- 2014: Mr. Turner - als Mary Somerville
- 2013: The Christmas Candle - als Bea Haddington
- 2013: An Adventure in Space and Time - als Heather Hartnell
- 2013: Romeo & Juliet - als Min (verpleegster)
- 2013: Viaggio sola - als Kate Sherman
- 2012: Ashes - als Cath
- 2012: Spike Island - als Margaret
- 2010: Womb - als Judith
- 2010: Another Year - als Mary
- 2009: A Christmas Carol - als Mrs. Cratchit
- 2007: Richard Is My Boyfriend - als Michelle
- 2007: Sparkle - als Jill
- 2006: Perfect Parents - als zuster Antonia
- 2005: The Great Ecstasy of Robert Carmichael - als Sarah Carmichael
- 2004: Vera Drake - als mrs. Wells
- 2003: Promoted to Glory - als Annie Sullivan
- 2002: Plain Jane - als Dora Bruce
- 2002: All or Nothing - als Penny Bassett
- 2000: David Copperfield - als mrs. Micawber
- 1999: Milk - als Fiona
- 1999: Topsy-Turvy - als Lucy Gilbert (Kitty)
- 1997: Painted Lady - als Susie Peel
- 1996: Secrets & Lies - als maatschappelijk werkster
- 1988: High Hopes - als Laetitia Boothe-Braine
- 1987: Sammy and Rosie Get Laid - als Maggy
- 1987: High Season - als Carol
- 1985: Christmas Present - als Judy Tall
- 1985: The Moon Over Soho - als Sally Spencer
- 1985: Dance with a Stranger - als Maryanne
- 1984: Angels in the Annexe - als Jenny Bailey

### Televisieseries
Uitgezonderd eenmalige gastrollen.
- 2022-2023 The Crown - prinses Margaret - 23 afl.
- 2022 Dangerous Liaisons - als Genevieve de Merteuil - 2 afl.
- 2022 Sherwood - als Julie Jackson - 6 afl.
- 2022 Life After Life - als verteller (stem) - 6 afl.
- 2022 Magpie Murders - Susan Ryeland - 6 afl.
- 2020 Love Life - verteller - 10 afl.
- 2020 Save Me - Jennifer Charles - 4 afl.
- 2019 World on Fire - Robina Chase - 7 afl.
- 2017-2019 Harlots – Lydia Quigley - 24 afl.
- 2016-2019 Mum – Cathy - 18 afl.
- 2014 River – Chrissie Read - 6 afl.
- 2014 Fleming – Evelyn Fleming - 4 afl.
- 2013 Mayday – Gail Spicer - 5 afl.
- 2009-2011 Law & Order: UK – Phyllis Gladstone - 3 afl.
- 2007 Cranford – mrs. Rose - 5 afl.
- 2004 North & South – Maria Hale - 4 afl.
- 2004 Rose and Maloney – professor Diane Marquis - 2 afl.
- 2002 Bodily Harm – Mandy Greenfield - 2 afl.
- 2001 The Cazalets – Villy Cazalet - 6 afl.
- 2000 Other People's Children – Nadine - 2 afl.
- 1999 Real Women II – Karen- 4 afl.
- 1998 Real Women – Karen - 3 afl.
- 1997 Holding On – Hilary - 7 afl.
- 1996 The Bite – Ellie Shannon - 2 afl.
- 1995 Tears Before Bedtime – Beattie Freeman - 4 afl.
- 1994 Little Napoleons – Judith Silver - 4 afl.
- 1994 Ain't Misbehavin – Melissa Quigley - 6 afl.
- 1993 Goggle Eyes – Rosalind Killin - 4 afl.
- 1993 The Mushroom Picker – Margot - 3 afl.
- 1992 Soldier Soldier – Rachel Fortune - 5 afl.
- 1982 Coronation Street – Jill Mason - 2 afl.
- 1980 The Gentle Touch – Shirley Davies - 2 afl.
- 1977-1978 A Bunch of Fives – Helen Wyatt - 14 afl.
- 1977 King Cinder – Nikki - 6 afl.
- 1976 The Emigrants – Janice Parker - 3 afl.
- 1975-1976 Emmerdale Farm – Rosemary Kendall - 12 afl.

- Bibsys: 7077961
- Biblioteca Nacional de España: XX4663742
- Bibliothèque nationale de France: cb145329365 (data)
- Gemeinsame Normdatei: 1061334902
- International Standard Name Identifier: 0000 0001 1477 462X
- Library of Congress Control Number: no00064266
- MusicBrainz: 6951469e-c376-4033-8506-97da39d0b683
- Nationale Bibliotheek van Tsjechië: xx0099953
- Nationale Bibliotheek van Israël: 987007461915805171
- Système universitaire de documentation: 15256621X
- Virtual International Authority File: 91223378
- WorldCat: E39PBJbCGTrJ39hkWC74FD9hpP